# NEC배 (중국)
중국 NEC배는 일본 전기 주식회사(NEC Corporation)가 주최 주관하는, 중국의 바둑 기전이다. 1996년에 신설되었으며 2009년을 끝으로 중단되었다. 중국 NEC배 우승자는 NEC배 중일 대항전에 참가한다.

## 상금
- 우승 상금은 20만 위안. 준우승 상금 8만 위안.

## 대회 규정
- 1수에 30초로 진행되는 초속기전.

## 역대 우승자
| 회수 | 연도 | 우승           | 전적 | 준우승         |
| ---- | ---- | -------------- | ---- | -------------- |
| 1    | 1996 | 차오다위안 9단 | 1-0  | 정훙 8단       |
| 2    | 1997 | 사오웨이강 7단 | 1-0  | 차오다위안 9단 |
| 3    | 1998 | 창하오 8단     | 1-0  | 차오다위안 9단 |
| 4    | 1999 | 저우허양 7단   | 1-0  | 창하오 8단     |
| 5    | 2000 | 사오웨이강 9단 | 1-0  | 창하오 8단     |
| 6    | 2001 | 뤄시허 8단     | 1-0  | 저우허양 8단   |
| 7    | 2002 | 창하오 9단     | 1-0  | 류스전 6단     |
| 8    | 2003 | 왕레이 8단     | 1-0  | 저우허양 8단   |
| 9    | 2004 | 구리 7단       | 1-0  | 창하오 9단     |
| 10   | 2005 | 창하오 9단     | 1-0  | 구리 7단       |
| 11   | 2006 | 구리 9단       | 1-0  | 류스전 6단     |
| 12   | 2007 | 추쥔 8단       | 1-0  | 저우루이양 4단 |
| 13   | 2008 | 구리 9단       | 1-0  | 쿵제 7단       |
| 14   | 2009 | 구리 9단       | 1-0  | 쿵제 7단       |

## 같이 보기
- NEC배 (일본)